# Nikołaj Rudniew
Nikołaj Aleksandrowicz Rudniew (ur. 29 października?/10 listopada 1894 w Lutoriczach, zm. 16 października 1918 w pobliżu stacji kolejowej Biekietowka) – rosyjski rewolucjonista, bolszewik, uczestnik wojny domowej w Rosji.

## Życiorys
Pochodził z rodziny prawosławnego duchownego. Był studentem Uniwersytetu Moskiewskiego, gdzie przyłączył się do kółka rewolucyjnego. W 1916 r. został powołany do armii rosyjskiej, a po ukończeniu przyspieszonego kursu otrzymał stopień podchorążego. Był dowódcą kompanii w 30 rezerwowym pułku piechoty stacjonującym w Tule i tam też w kwietniu 1917 r. wybrano go do komitetu pułkowego. W 1917 r. wstąpił do partii bolszewickiej, od czerwca był członkiem jej komitetu miejskiego w Tule. Gdy jego pułk został skierowany do Charkowa, Rudniew rozpoczął działalność w tamtejszej radzie delegatów robotniczych i żołnierskich, w sierpniu 1917 r. został członkiem jej komitetu wykonawczego i sztabu ds. walki z kontrrewolucją. Prowadził również agitację wśród charkowskich robotników, których znaczna część poparła jesienią 1917 r. bolszewików.
W czasie rewolucji październikowej dowodził oddziałem Czerwonej Gwardii, który rozbroił stacjonujące w mieście oddziały wierne ukraińskiej Centralnej Radzie i opanował kluczowe obiekty w mieście. W końcu listopada 1917 r. konferencja bolszewików, kontrolujących sytuację w Charkowie, ogłosiła uznanie władzy Rady Komisarzy Ludowych. Rudniew dowodził wojskami rejonu charkowskiego, sformowanego do walki z idącymi na wschód wojskami niemieckimi. W lutym 1918 r. został zastępcą komisarza do spraw wojskowych Doniecko-Krzyworoskiej Republiki Radzieckiej, brał udział w tworzeniu oddziałów Armii Czerwonej. W związku z upadkiem Republiki Doniecko-Krzyworoskiej wycofał się razem ze sztabem 5 Armii, którym kierował, z Ługańska do kontrolowanego przez czerwonych Carycyna. 
Od lipca 1918 r. był szefem sztabu odcinka carycyńskiego Północnokaukaskiego Okręgu Wojskowego. We wrześniu został przeniesiony na stanowisko szefa oddziału odpowiedzialnego za zaciąg i szkolenie. Został śmiertelnie ranny w bitwie z białymi w pobliżu stacji kolejowej Biekietowka, dowodząc rezerwową brygadą czerwonych, zmarł w szpitalu. Został pochowany początkowo w Carycynie, a następnie powtórnie w Charkowie.

## Upamiętnienie

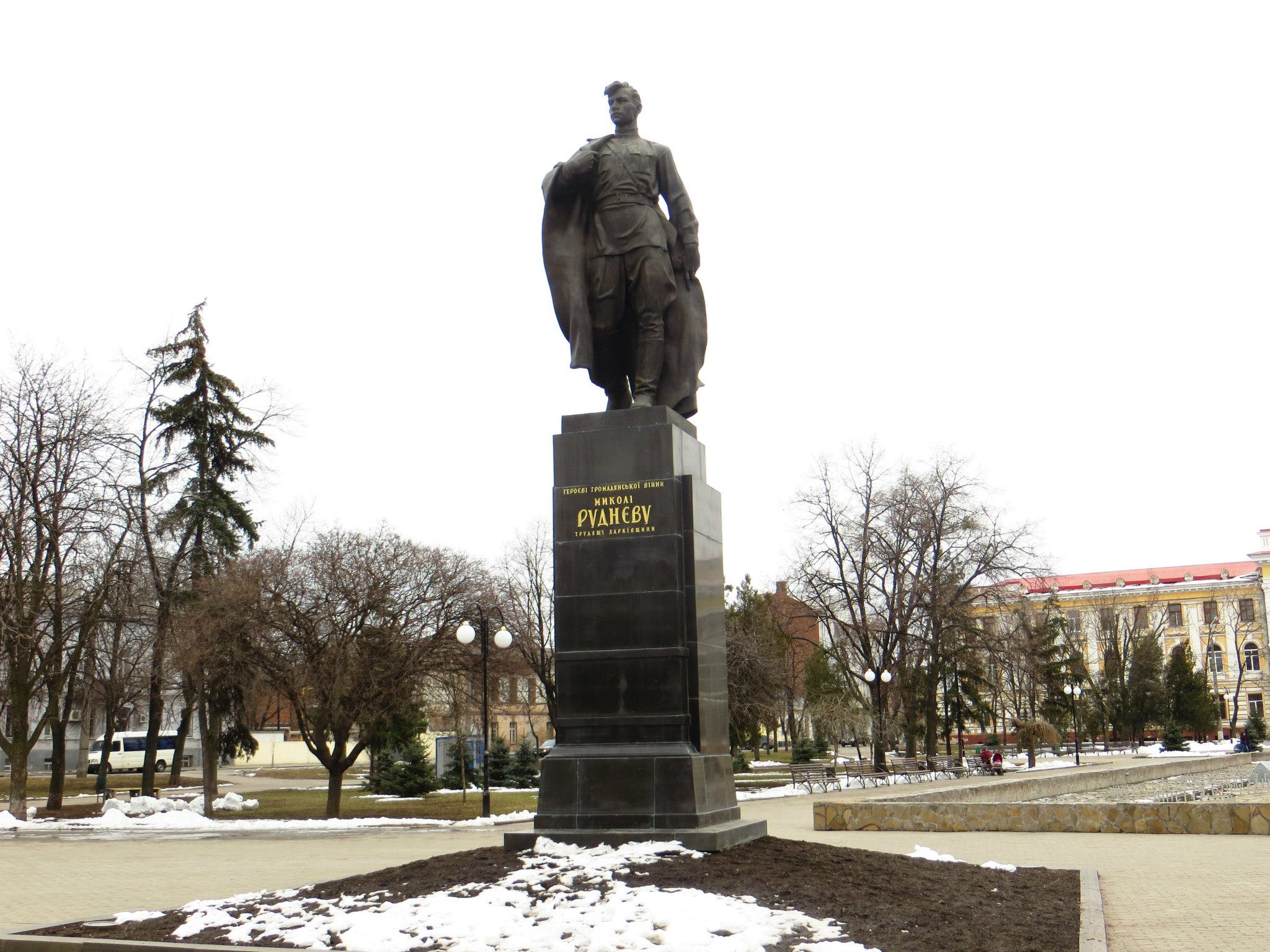
Zniszczony w 2015 r. pomnik Nikołaja Rudniewa w Charkowie (fot. z 2013)

Placowi Skobielewa w Charkowie, gdzie pochowano rewolucjonistę, nadano następnie jego imię. W 1959 r. wzniesiono również jego pomnik, którego autorem był Wiktor Wołowik. W kwietniu 2015 r., po Euromajdanie, pomnik został zniszczony, zaś w listopadzie tego roku plac przemianowano na Plac Bohaterów Niebiańskiej Sotni. W grudniu 2017 r. z inicjatywy organizacji "Korpus Wschodni" postanowiono ekshumować szczątki Rudniewa z placu i przenieść je na cmentarz miejski, jednak po otwarciu grobu okazało się, że był on pusty. Według historyka Eduarda Zuba zwłoki Rudniewa prawdopodobnie zostały odkopane i zniszczone już w 1919 r., podobnie jak grób innego rewolucjonisty Moisieja Tiewielewa, gdy Charków został zajęty przez Siły Zbrojne Południa Rosji (27 czerwca 1919 r., miasto pozostawało w rękach białych do sierpnia tego roku).
Pomnik Nikołaja Rudniewa został w 1968 r. odsłonięty w Wołgogradzie, ulice jego imienia znajdują się w Ługańsku i w Tule.
Śmierć Rudniewa opisał Aleksiej Tołstoj w powieści Chleb, poświęconej w całości obronie Carycyna przez czerwonych.